# Tư tưởng tự do
Tư tưởng tự do là một quan điểm triết học khẳng định rằng chân lý nên được hình thành trên cơ sở khoa học và lôgic và không nên bị ảnh hưởng bởi tình cảm, quyền lực, truyền thống, hay giáo điều.

## Tổng quan
Thuyết tư tưởng tự do khẳng định rằng các cá nhân không nên chấp nhận hay phủ nhận các quan niệm được đưa ra như là các chân lý mà không dùng đến tri thức và lý tính. Do đó, những người có tư tưởng tự do cố gắng xây dựng các niềm tin của mình dựa trên cơ sở của các dữ kiện, truy vấn khoa học, và các nguyên lý lôgic, tránh phụ thuộc vào bất cứ ngụy biện dữ kiện/lôgic, tránh chịu ảnh hưởng của quyền lực, sự thiên vị trong nhận thức (cognitive bias), kiến thức truyền thống, văn hóa đại chúng, định kiến, chủ nghĩa bè phái, truyền thống, lời đồn đại, và các nguyên tắc giáo điều hay sai lầm khác. Theo đó, khi áp dụng cho tôn giáo, triết lý tư tưởng tự do cho rằng: với các dữ kiện hiện có, các lý thuyết khoa học đã được chấp nhận rộng rãi, và các nguyên tắc lôgic, không đủ bằng chứng cho sự tồn tại của các hiện tượng siêu nhiên.
Do nhiều luật lệ, học thuyết, và niềm tin đại chúng được dựa trên sự giáo điều, các quan điểm của những người tự do tư tưởng thường trái với các quan điểm được chấp nhận rộng rãi.